# Марио Гьоце
Марио Гьотце (на немски: Mario Götze, [ˈmaːʁi̯o ˈɡœtsə]) е немски футболист, който играе като атакуващ полузащитник за „Айнтрахт Франкфурт“ и Германия. Освен като атакуващ полузащитник може да играе и като дясно крило. Гьотце е смятан за бъдещ играч от световна класа, заради неговите скорост, технични умения, плеймейкърски възможности и креативност. Техническият директор на Германския футболен съюз Матиас Замер го нарича „един от най-добрите таланти, които някога сме имали“. Играе за първия отбор на Борусия Дортмунд от 2009 г. От 2010 г. играе и за германския национален отбор по футбол. Баща му Юрген е реномиран професор в дортмундския Технически университет.

## Личен живот
Гьотце е роден в Меминген, Бавария. Баща му Юрген е реномиран професор в дортмундския Технически университет , а брат му Фабиан играе в резервния отбор на Бохум, след като напуска младежкия отбор на Борусия през 2010 г.

## Клубна кариера
Марио е продукт на академията за младежи на Борусия Дортмунд, където се записва, когато е на 8. Дебютира в Бундеслигата на 21 ноември 2009 г. срещу Майнц 05 (0 – 0). Марио влиза като резерва, заменяйки Якуб Блашчиковски в 88-а минута. През зимната ваканция през сезон 2009/10 мениджъра Юрген Клоп мести Гьотце в А-отбора. Гьотце получава шанс и се доказва, проявявайки се като незаменима част от отбора, който печели титлата през сезон 2010/11.
На 27 март 2012 г. Марио подновява договора си с Борусия Дортмунд, който го задържа там до 2016 г. През януари, Гьотце получава контузия в кръста. През април Марио за първи път попада в състава на Борусия Дортмунд, но все пак остава неизползвана резерва срещу големия съперник Шалке 04. Марио влиза в игра за първи път след контузията като резерва срещу Борусия Мьонхенгладбах.
Още на първия ден от сезон 2012/13, Гьотце влиза отново като резерва и вкарва победния гол срещу Вердер Бремен.

## Национален отбор
В мача на финала на Световното първенство по футбол 2014 с Аржентина, Марио влиза като резерва към края на редовното време. В 113-ата минута на продълженията вкарва победния гол за Германия. С негова помощ Германия става Световен шампион за четвърти път.

## Отличия

### Клубни
Борусия Дортмунд
- Първа Бундеслига: 2010/11, 2011/12
- Купа на Германия: 2011/12
- Шампионска лига: Финалист 2012/13

Байерн Мюнхен
- Първа Бундеслига: 2013/14, 2014/15, 2015/2016
- Купа на Германия: 2013/14
- Суперкупа на Европа: 2013
- Световно клубно първенство: 2013

### Национални
Германия под-17
Шампион на Европейско първенство по футбол за под 17: 2009
Германия
Световен шампион по футбол: 2014

### Индивидуални
Фриц Валтер (връчва се на изявени млади немски футболисти)
- Фриц Валтер Медал 2009 – Под 17 – Златен
- Фриц Валтер Медал 2010 – Под 18 – Златен

Kicker (най-популярното немско футболно списание)
- Част от отбора на сезона на Kicker – 2010/11

Golden Boy (дава се на най-добрия играч в Европа под 21 години)
- Golden Boy – 2011